# Brouwerij Excelsior (Gent)

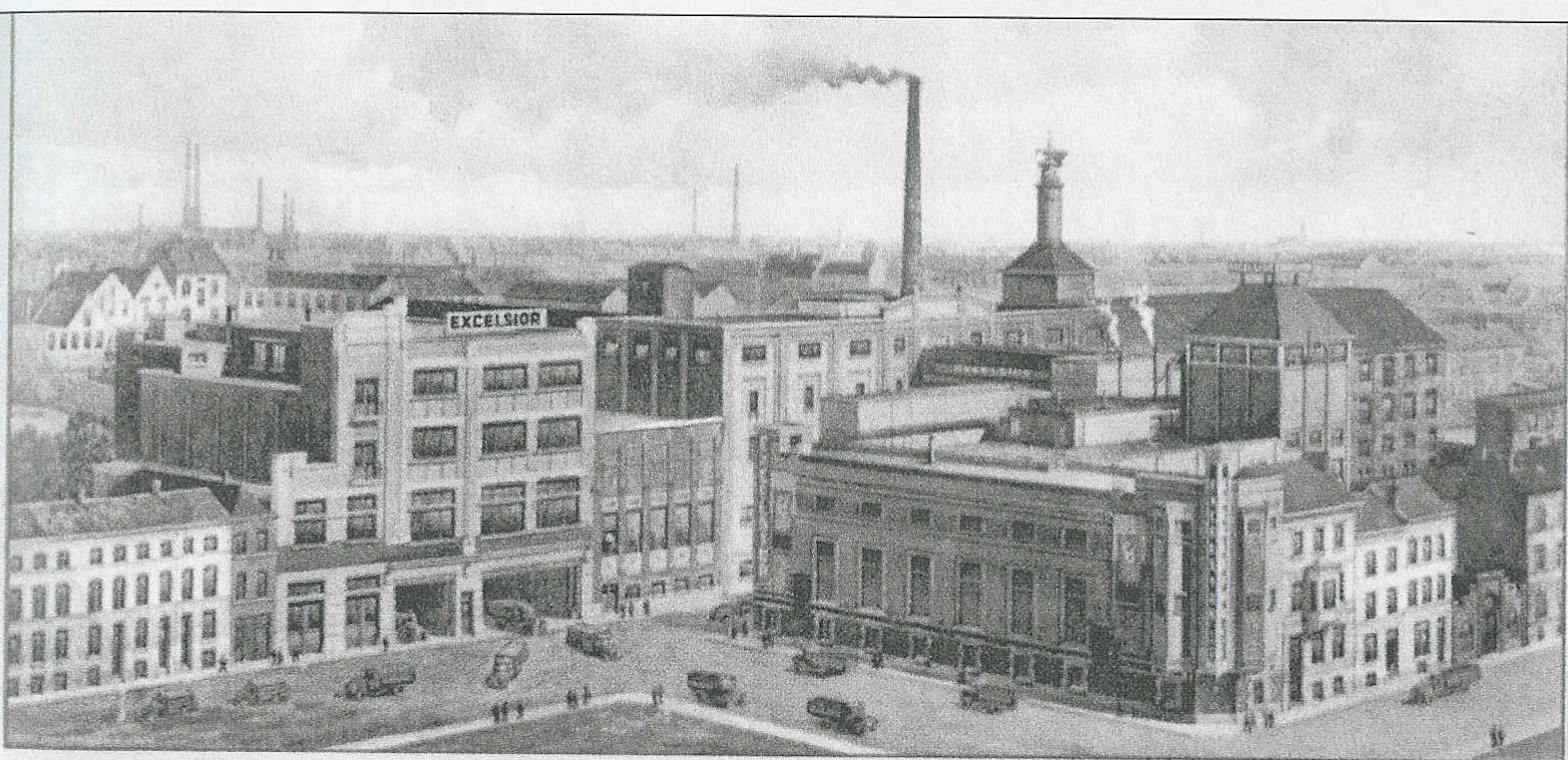
Brouwerij Excelsior.

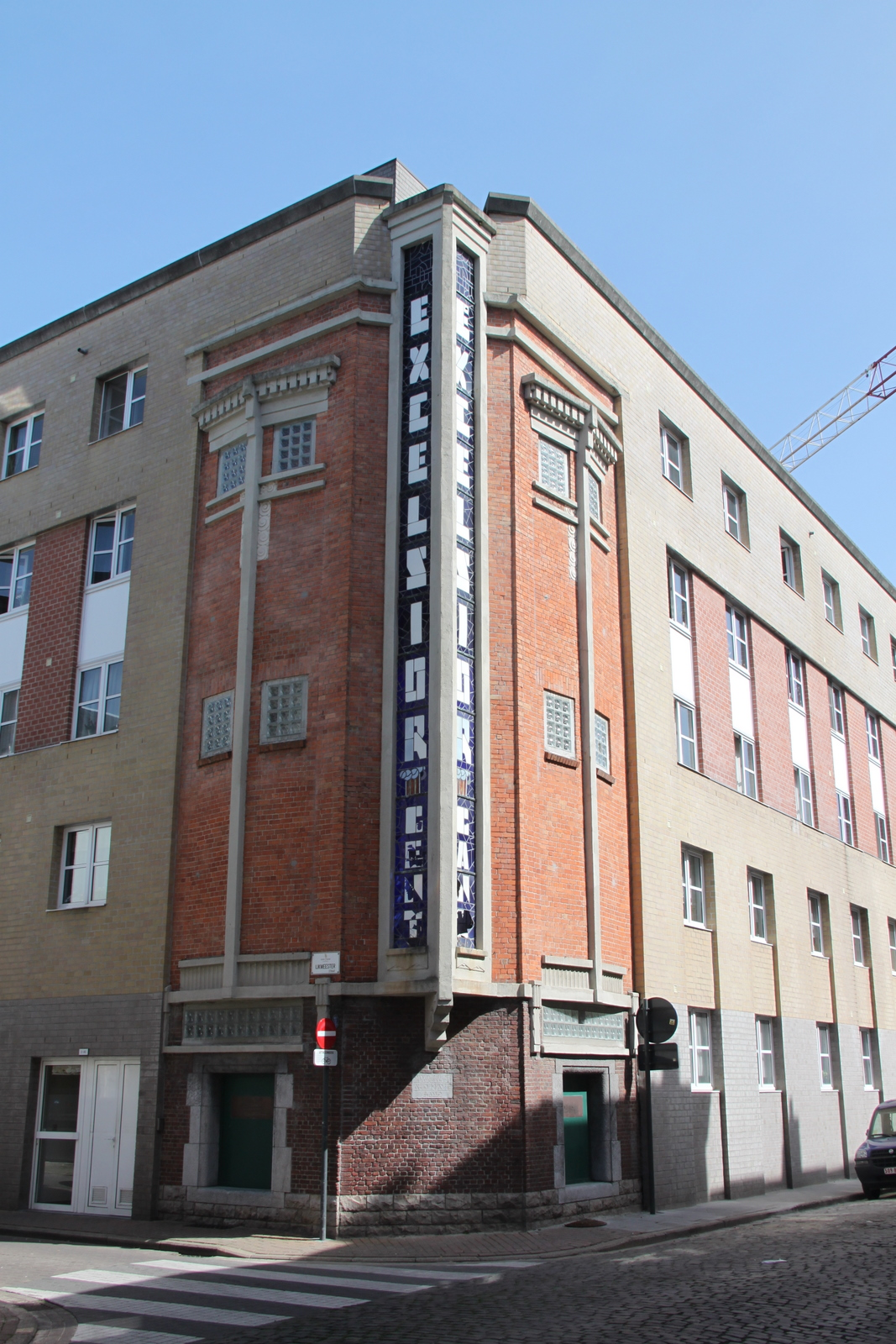
Glasraam met de naam van Brouwerij Excelsior, hoek IJkmeesterstraat en Nieuwpoort, Gent

Brouwerij Excelsior is een gesloten en reeds afgebroken brouwerij, die actief was aan de Gentse Steendam in de Belgische provincie Oost-Vlaanderen.

## Fusie
Het was een fusie in Gent van de brouwerijen Vander Stricht & Gevaert  en  Versavel.
Omer Van der Stricht was gehuwd met Marie Virginie Gevaert die weduwe was van brouwer Polydor Dieteren te Gent. Omer Van Der Stricht bouwde aan een wetenschappelijke carrière in de geneeskunde aan de Rijksuniversiteit Gent en wou de leiding van de brouwerij niet op zich nemen. 
Hij vroeg zijn broer Alphonse Van Der Stricht (Dikkelvenne, 11 oktober 1850)   om de brouwerij samen met zijn vrouw Marie Virginie te besturen. De familie Van Der Stricht baatte reeds eind 19e eeuw een gelijknamige brouwerij uit in Dikkele (Zwalm), een bedrijf dat later in handen kwam van Brouwerij De Wever.
De activiteiten van de brouwerij  Dieteren-Gevaert werden verder gezet onder de naam Van der Stricht-Gevaert (VG)
In 1892 was de brouwerij reeds de tweede grootste van Gent.(op een totaal van 70 Gentse brouwerijen).
Pas in 1929, bij de fusie, werd de brouwerij omgevormd tot N.V. Brouwerij Excelsior.
De naam van de oorspronkelijke brouwerij uit Dikkele van vader Petrus Van Der Stricht en zoon Alphonse werd aldus terug ingevoerd. 
De brouwerij werd verder uitgebouwd door de broers Oscar, Hector en André Van Der Stricht   .
Met zijn diploma brouwersingenieur is André voorbestemd om het bedrijf in handen te nemen.
In 1934 werken er meer dan 100 werknemers in de brouwerij aan de Steendam te Gent.
De toen imposante gebouwen werden in art deco opgetrokken in de jaren '20 en 30 van de 20e eeuw, langs de IJkmeestersstraat en Het Nieuwpoort nabij Steendam. Ze werden gebouwd door de gebroeders D'Havé die het gebruik van het beton introduceerden in Gent.
Hun bekendste bier werd verkocht onder de naam "Star Pils".
André Vander stricht zette zich ook actief in voor het Institut Supérieur des Fermentations de Gand (Huidig HoGent).

## Brouwerij Haacht
Brouwerij Excelsior werd in 1969 overgenomen door Brouwerij Haacht uit Boortmeerbeek en de sluiting volgde in 1975. 

## Fonds
Binnen de Koning Boudewijnstichting is er een fonds opgericht onder de naam "André Vander Stricht" als aanmoediging van het wetenschappelijk onderzoek in de biochemie.
Het fonds is genoemd naar brouwer André Vander Stricht (1889-1972) van Brouwerij Excelsior. Het werd reeds opgericht in 1942, maar omwille van het voortbestaan werd het in 2003 geïntegreerd in de Koning Boudewijnstichting.
Het werd de eerste maal in 2006 toegekend aan onderzoeker Jean-Christophe Marine, aan het VIB (Vlaams Interuniversitair Instituut voor Biotechnologie) en aan de Rijksuniversiteit Gent, voor zijn onderzoek naar de rol van signaaleiwit en moleculemechanismen in de kankerbestrijding.

## Stille getuige
De gebouwen van brouwerij Excelsior werden afgebroken en vervangen door een sociaal huisvestingsproject. Enkel een hoekfragment met de naam van de brouwerij bleef over, als stille getuige van het verleden.